# Валли (округ, Монтана)
Округ Валли (англ. Valley County) располагается в штате Монтана, США. Официально образован в 1893 году. По состоянию на 2010 год, численность населения составляла 7 369 человек.

## География
По данным Бюро переписи США, общая площадь округа равняется 13 110,593 км2, из которых 12 758,353 км2 суша и 352,240 км2 или 2,700 % это водоёмы.

## Климат
Округ находится в континентальном полузасушливом климате, который по системе классификации климатов Кёппена сокращённо обозначается на климатических картах аббревиатурой «BSk», с длинными сухими зимами с обычно морозными, но чрезвычайно изменчивыми температурами и жарким сухим летом. Чрезвычайная изменчивость зимних температур обусловлена большим потеплением, вызванным ветрами шинук, поскольку воздух, спускающийся со Скалистых гор, нагревается, что контрастирует с очень холодными континентальными воздушными массами, типичными для внутренних местностей на этой широте.
В качестве иллюстрации, рекордно холодный месяц февраль 1936 года имел в Гласгоу среднюю температуру -15,8 °F (-26,6 °C), но два самых теплых февраля 1931 и 1984 годов имели среднюю температуру выше 32 °F или 0 °C и имели средние максимальные значения выше 43,5 °F или 6,4 °C. Среднее количество выпавшего снега составляет 34,8 дюйма или 0,88 метра в год.
Торнадо здесь редкое, но встречающееся явление; так 25 июня 1975 года два сильных торнадо нанесли значительный ущерб административному центру округа.

## Население
По данным переписи населения 2000 года в округе проживает 7 675 жителей в составе 3 150 домашних хозяйств и 2 129 семей. Плотность населения составляет 1,00 человек на км2. На территории округа насчитывается 4 847 жилых строений, при плотности застройки менее 1,00-го строения на км2. Расовый состав населения: белые — 88,14 %, афроамериканцы — 0,13 %, коренные американцы (индейцы) — 9,42 %, азиаты — 0,25 %, гавайцы — 0,01 %, представители других рас — 0,26 %, представители двух или более рас — 1,79 %. Испаноязычные составляли 0,78 % населения независимо от расы.
В составе 29,70 % из общего числа домашних хозяйств проживают дети в возрасте до 18 лет, 55,50 % домашних хозяйств представляют собой супружеские пары проживающие вместе, 8,20 % домашних хозяйств представляют собой одиноких женщин без супруга, 32,40 % домашних хозяйств не имеют отношения к семьям, 29,30 % домашних хозяйств состоят из одного человека, 12,00 % домашних хозяйств состоят из престарелых (65 лет и старше), проживающих в одиночестве. Средний размер домашнего хозяйства составляет 2,38 человека, и средний размер семьи 2,93 человека.
Возрастной состав округа: 25,10 % моложе 18 лет, 6,00 % от 18 до 24, 24,30 % от 25 до 44, 25,60 % от 45 до 64 и 25,60 % от 65 и старше. Средний возраст жителя округа 42 лет. На каждые 100 женщин приходится 98,20 мужчин. На каждые 100 женщин старше 18 лет приходится 95,10 мужчин.
Средний доход на домохозяйство в округе составлял 30 979 USD, на семью — 39 044 USD. Среднестатистический заработок мужчины был 27 233 USD против 17 686 USD для женщины. Доход на душу населения составлял 16 246 USD. Около 9,50 % семей и 13,50 % общего населения находились ниже черты бедности, в том числе — 15,40 % молодежи (тех, кому ещё не исполнилось 18 лет) и 14,40 % тех, кому было уже больше 65 лет.